# Ratolí de peus grossos cuallarg
El ratolí de peus grossos cuallarg (Macrotarsomys ingens) és una espècie de rosegador de la família dels nesòmids. És endèmic del nord-oest de Madagascar, on viu a altituds d'entre 100 i 400 msnm. Es tracta d'un animal nocturn i gairebé completament arborícola. El seu hàbitat natural són els boscos caducifolis secs del Parc Nacional d'Ankarafantsika i els seus voltants. Està amenaçat pels incendis forestals, la tala d'arbres i la depredació per gossos i gats ferals. El seu nom específic, ingens, significa ‘ingent’ en llatí.